# Finnvedsvallen
Il Finnvedsvallen è uno stadio situato a Värnamo, in Svezia.
Oltre ad essere l'impianto di casa della locale squadra di calcio, l'IFK Värnamo, rappresenta anche l'unico stadio di atletica della cittadina.
L'impianto, situato su una sponda del fiume Lagan, venne inaugurato nel 1935. Negli anni '80 venne rinnovato e fu inoltre costruita una nuova tribuna. Oggi può contenere circa 5 000 posti.
A seguito della prima storica promozione dell'IFK Värnamo in Allsvenskan 2022, il Finnvedsvallen non risultava conforme ai requisiti minimi richiesti per ospitare incontri della massima serie. Il club ottenne tuttavia una deroga triennale, in attesa della costruzione di un nuovo impianto, approvata dal comune di Värnamo il 24 febbraio 2022. La formazione biancoblù poté così continuare a disputare i propri incontri casalinghi nel proprio impianto. Il club riuscì a ottenere la salvezza in Allsvenskan in tutte e tre le stagioni coperte dalla deroga, ovvero nel 2022, 2023 e 2024. La costruzione del nuovo stadio, nel frattempo, venne bloccata dal Tribunale per la gestione del territorio e dell'ambiente di Växjö, che nel 2024 annullò il piano regolatore dettagliato ritenendo che il comune non avesse adeguatamente valutato l'impatto ambientale del progetto.
Alla scadenza della deroga, poco prima dell'inizio della Allsvenskan 2025, la richiesta di proroga per continuare a utilizzare il Finnvedsvallen fu respinta, facendo temere un trasferimento temporaneo alla Borås Arena di Borås, impianto di riserva indicato dal club. Tuttavia, grazie alle numerose migliorie apportate al Finnvedsvallen – tra cui tribune aggiuntive con posti a sedere su entrambi i lati corti, un nuovo edificio per l'ospitalità, un impianto di illuminazione aggiornato e una sala stampa ampliata – il Comitato per le competizioni della Federazione calcistica svedese concesse in extremis l'autorizzazione all'utilizzo dello stadio per la stagione 2025.